# Niszczyciele typu Ragnar
Niszczyciele typu Ragnar – typ niszczycieli szwedzkiej budowy, złożony z trzech jednostek. Oddane do służby w szwedzkiej marynarce wojennej w 1909 i 1910 roku, służyły do 1947 roku.

## Konstrukcja
Jednostki typu Ragnar stanowiły ulepszoną wersję pierwszego zbudowanego w Szwecji niszczyciela „Wale”, który z kolei stanowił wierną kopię zakupionego w brytyjskiej stoczni Thornycroft okrętu „Magne”.
Ze swojego pierwowzoru odziedziczyły praktycznie niezmienione linie i rozmiary kadłuba. Przy długości 65,8 metra na linii wodnej i pełnej 66,1 metra, szerokości 6,3 metra oraz zanurzeniu średnim 2,5 metra (maksymalne 2,7 metra), miały wyporność standardową 430 ton i pełną 460 ton.
Napędzane były dwiema pionowymi czterocylindrowymi maszynami parowymi potrójnego rozprężania o mocy 7200 KM (8000 KM), zaopatrywanymi w parę przez cztery kotły Yarrow, każdy z odrębnym kominem. Maksymalna prędkość wynosiła 30 węzłów (30,5 węzła). Zapas 84 ton węgla (80 ton) wystarczał na przebycie 920 mil morskich z prędkością ekonomiczną 15 węzłów.

## Uzbrojenie
W momencie oddania do służby uzbrojone były w cztery pojedyncze działa kal. 75 mm model Bofors M/05. Długość lufy wynosiła 50 kalibrów. Szybkostrzelność dział sięgała 30 strz./min. Uzbrojenie torpedowe składało się z dwóch pojedynczych wyrzutni torped M/04 kalibru 450 mm. Uzbrojenie uzupełniały dwa karabiny maszynowe kalibru 6,5 mm M/10.
W 1917 nastąpiła wymiana wyrzutni torpedowych z pojedynczych na podwójne M/14 tego samego kalibru, w wyniku czego okręty były potem uzbrojone w cztery wyrzutnie.
W 1940 dokonano kolejnego przezbrojenia, redukując liczbę dział 75 mm do trzech, dodając za to dwa pojedyncze działka przeciwlotnicze 25 mm o lufie długości 58 kalibrów Bofors M32, jeden zdwojony karabin maszynowy i dwie wyrzutnie bomb głębinowych.
Wedle wydawnictwa „Jane’s Fighting Ships 1942” uzbrojone były w 4 działa 75 mm, 2 karabiny maszynowe i 4 wyrzutnie torped 457 mm.
Załoga liczyła 69 oficerów, podoficerów i marynarzy.

## Okręty tego typu
Służba wszystkich okrętów tego typu przypadła na okres, gdy Szwecja nie prowadziła konfliktów zbrojnych. Zatem ich dzieje przebiegły generalnie bez znaczących incydentów.

### HMS[c]„Ragnar”
Został wybudowany w stoczni Kockums w Malmö. Prace rozpoczęto 1 stycznia 1907, 30 maja 1908 kadłub został zwodowany. Okręt został wpisany na listę floty 1 czerwca 1909. Został z niej skreślony po 38 latach służby 13 czerwca 1947, po czym przekazany do rozbiórki.
Interesującym epizodem w służbie „Ragnara” było przyjęcie 2 października 1939 na wodach terytorialnych Szwecji w okolicy Gotlandii uciekającego z kapitulującego Helu kutra pościgowego polskiej Straży Granicznej ORP „Batory”. W okolicy znajdowało się wówczas niemieckie awizo „Grille”, które mogłoby z łatwością przechwycić okręt polski z powodu miażdżącej przewagi prędkości i uzbrojenia. „Ragnar” następnie odprowadził polską jednostkę do portu Klintehamn, gdzie po 24 godzinach została internowana razem z wojskowymi członkami swojej załogi.

### HMS „Sigurd”
Został wybudowany w stoczni Lindholmen w Göteborgu. Prace rozpoczęto 1 stycznia 1907, 19 września 1908 kadłub został zwodowany. Okręt został wpisany na listę floty 1 stycznia 1909 (w kwietniu 1909). Został z niej skreślony po 38 latach służby 13 czerwca 1947, po czym przekazany do rozbiórki.

### HMS „Vidar”
Został wybudowany w stoczni Kockums w Malmö. Prace rozpoczęto 1 stycznia 1908, 9 czerwca 1909 kadłub został zwodowany. Okręt został wpisany na listę floty 1 stycznia 1910. Został z niej skreślony po 37 latach służby 13 czerwca 1947, po czym przekazany do rozbiórki.
„Vidar” różnił się od pozostałych jednostek swojego typu dodatkową zamkniętą kabiną nawigacyjną na mostku, co potwierdza również porównanie ilustracji.